# Stanisław Stalek
Stanisław Stalek zwany Pinczovius (ur. ok. 1518 w Pińczowie, zm. w 1598) – doktor teologii, profesor i rektor Akademii Krakowskiej, kanonik katedry wawelskiej, kustosz kościoła św. Floriana na Kleparzu.